# Élections législatives de 1837 dans la Mayenne
Les élections législatives françaises de 1837 se déroulent le 4 novembre 1837. Dans le département de la Mayenne, cinq députés sont à élire dans le cadre d'un scrutin uninominal majoritaire.

## Élus
|   | Arrondissement | Député sortant                                                 |  | Parti                      | Député élu ou réélu                                                               |  | Parti                      |
| - | -------------- | -------------------------------------------------------------- |  | -------------------------- | --------------------------------------------------------------------------------- |  | -------------------------- |
| = | Premier        | Jean-Baptiste Bidault de Frétigné                              |  | Juste milieu               | Jean-Baptiste Bidault de Frétigné                                                 |  | Juste milieu               |
| = | Deuxième       | Maurice Ollivier démissionne en 1834, remplacé par Paul Boudet |  | Majorité gouvernementale   | Paul Boudet                                                                       |  | Majorité gouvernementale   |
| = | Troisième      | Charles-Pierre Michel de Puisard                               |  | Juste milieu               | Louis Chenais                                                                     |  | Opposition gouvernementale |
| = | Quatrième      | Jean-Baptiste Letourneux                                       |  | Opposition gouvernementale | Jean-Baptiste Letourneux                                                          |  | Opposition gouvernementale |
| = | Cinquième      | Constant Paillard-Ducléré                                      |  | Majorité gouvernementale   | Constant Paillard-Ducléré décédé en 1839, remplacé par Ambroise Poupard-Duplessis |  | Majorité gouvernementale   |

## Résultats

### Laval intra-muros
| Candidats        | Candidats                           | Étiquette    | Premier tour | Premier tour | Deuxième tour | Deuxième tour | Ballotage | Ballotage |
| Candidats        | Candidats                           | Étiquette    | Voix         | %            | Voix          | %             | Voix      | %         |
| ---------------- | ----------------------------------- | ------------ | ------------ | ------------ | ------------- | ------------- | --------- | --------- |
|                  | Jean-Baptiste Bidault de Frétigné * | Juste milieu | 158          |              |               |               |           |           |
|                  |                                     |              |              |              |               |               |           |           |
| Inscrits         |                                     |              |              |              |               |               |           |           |
| Votants          | Votants                             | Votants      | 237          |              |               |               |           |           |
| Exprimés         |                                     |              |              |              |               |               |           |           |
| Blancs et perdus |                                     |              |              |              |               |               |           |           |

*sortant

### Laval extra-muros
| Candidats        | Candidats     | Étiquette                | Premier tour | Premier tour | Ballotage | Ballotage |  |
| Candidats        | Candidats     | Étiquette                | Voix         | %            | Voix      | %         |  |
| ---------------- | ------------- | ------------------------ | ------------ | ------------ | --------- | --------- |  |
|                  | Paul Boudet * | Majorité gouvernementale | 110          |              |           |           |  |
|                  |               |                          |              |              |           |           |  |
| Inscrits         | Inscrits      | Inscrits                 | 283          |              |           |           |  |
| Votants          | Votants       | Votants                  | 155          |              |           |           |  |
| Exprimés         |               |                          |              |              |           |           |  |
| Blancs et perdus |               |                          |              |              |           |           |  |

*sortant

### Mayenne intra-muros
| Candidats        | Candidats                          | Étiquette                  | Premier tour | Premier tour | Ballotage | Ballotage |  |
| Candidats        | Candidats                          | Étiquette                  | Voix         | %            | Voix      | %         |  |
| ---------------- | ---------------------------------- | -------------------------- | ------------ | ------------ | --------- | --------- |  |
|                  | Louis Chenais                      | Opposition gouvernementale | 92           |              |           |           |  |
|                  | Charles-Pierre Michel de Puisard * | Juste milieu               | 70           |              |           |           |  |
|                  |                                    |                            |              |              |           |           |  |
| Inscrits         | Inscrits                           | Inscrits                   | 192          |              |           |           |  |
| Votants          | Votants                            | Votants                    | 162          |              |           |           |  |
| Exprimés         |                                    |                            |              |              |           |           |  |
| Blancs et perdus |                                    |                            |              |              |           |           |  |

*sortant

### Mayenne extra-muros
| Candidats        | Candidats                  | Étiquette                  | Premier tour | Premier tour | Deuxième tour | Deuxième tour | Ballotage | Ballotage |  |
| Candidats        | Candidats                  | Étiquette                  | Voix         | %            | Voix          | %             | Voix      | %         |  |
| ---------------- | -------------------------- | -------------------------- | ------------ | ------------ | ------------- | ------------- | --------- | --------- |  |
|                  | Jean-Baptiste Letourneux * | Opposition gouvernementale | 207          |              |               |               |           |           |  |
|                  | ?                          | Majorité gouvernementale   |              |              |               |               |           |           |  |
|                  |                            |                            |              |              |               |               |           |           |  |
| Inscrits         | Inscrits                   | Inscrits                   | 469          |              |               |               |           |           |  |
| Votants          | Votants                    | Votants                    | 307          |              |               |               |           |           |  |
| Exprimés         |                            |                            |              |              |               |               |           |           |  |
| Blancs et perdus |                            |                            |              |              |               |               |           |           |  |

*sortant

### Château-Gontier
| Candidats        | Candidats                   | Étiquette                | Premier tour | Premier tour | Ballotage | Ballotage |  |
| Candidats        | Candidats                   | Étiquette                | Voix         | %            | Voix      | %         |  |
| ---------------- | --------------------------- | ------------------------ | ------------ | ------------ | --------- | --------- |  |
|                  | Constant Paillard-Ducléré * | Majorité gouvernementale | 238          |              |           |           |  |
|                  |                             |                          |              |              |           |           |  |
| Inscrits         | Inscrits                    | Inscrits                 | 458          |              |           |           |  |
| Votants          | Votants                     | Votants                  | 303          |              |           |           |  |
| Exprimés         |                             |                          |              |              |           |           |  |
| Blancs et perdus |                             |                          |              |              |           |           |  |

*sortant

## Sources
- Adolphe Robert et Gaston Cougny, Dictionnaire des parlementaires français, Edgar Bourloton, 1889-1891